# Centro Nazionale Universitario di Calcolo Elettronico

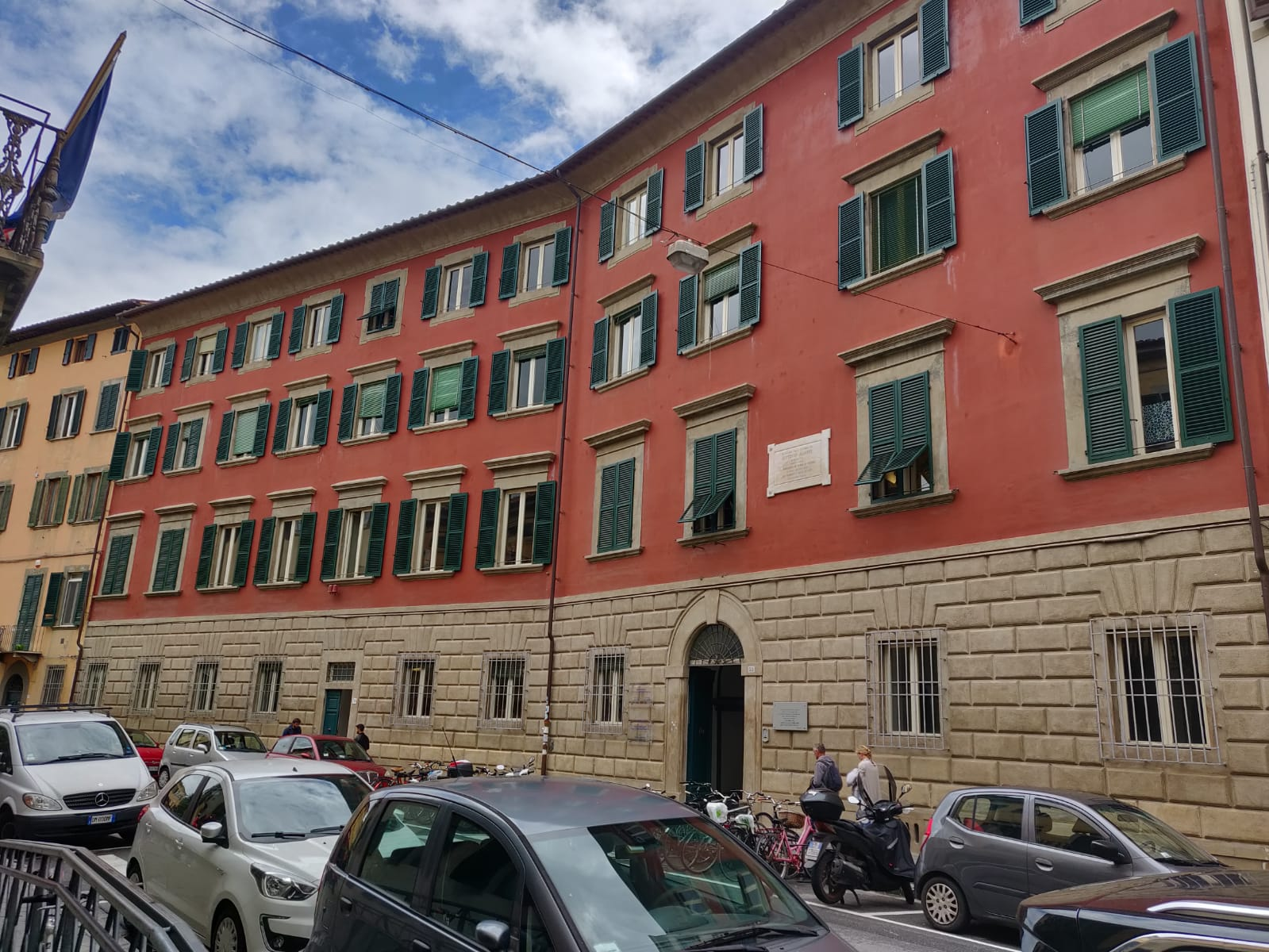
Palazzo Venera, sede del CNUCE dal 1964 fino allo scioglimento

Il Centro Nazionale Universitario di Calcolo Elettronico (CNUCE) è stato una delle prime istituzioni scientifiche italiane nel campo dell'informatica.
È ricordato in particolare per essere stato il primo soggetto italiano collegato in Internet.

## Storia

### La fondazione
Presso l'Università di Pisa funzionava dal 1961 la Calcolatrice Elettronica Pisana (CEP), gestita dal Centro Studi sulle Calcolatrici Elettroniche del CNR.
Questo aveva creato nella città toscana un gruppo di ricercatori specializzati nel campo del calcolo elettronico.
Nel 1963 il rettore dell'ateneo pisano Alessandro Faedo visitò lo stabilimento IBM di Poughkeepsie, dove veniva prodotto il modello IBM 7090, il più grande calcolatore di allora.
In tale occasione Faedo si rese conto che esemplari dell'elaboratore erano stati venduti ad università americane e giapponesi, ma non ne erano presenti in nessun ateneo europeo. Perciò propose al vicedirettore della IBM Eugenio Fubini di donare a qualche università del vecchio continente degli esemplari del 7090, modello ormai obsoleto e destinato ad essere sostituito.
Così nel 1964 il colosso informatico americano mise a disposizione dell'Italia un esemplare di 7090, che venne destinato all'università di Pisa. Nel 1965 venne formalizzato l'accordo con cui l'apparecchio era concesso in comodato dalla multinazionale al neocostituito CNUCE. Questo era un organismo guidato da un comitato direttivo in cui sedevano in misura paritetica rappresentanti dell'università di Pisa e dell'IBM.

### L'organizzazione
Le funzioni del CNUCE possono essere suddivise in due sfere ben distinte: da un lato il centro costituiva il servizio informatico per le università italiane, dall'altro vi si svolgevano attività di ricerca in proprio.
Innanzitutto tutto il CNUCE era il centro di calcolo elettronico utilizzato da tutto il mondo accademico italiano per le proprie ricerche. La CEP, infatti, aveva una potenza troppo piccola per servire le crescenti esigenze del mondo universitario. Il centro si occupava anche di formare gli operatori informatici ed i programmatori. Il CNUCE svolgeva tuttavia molta attività di ricerca autonoma, sia in campo scientifico, ma anche in campo umanistico ed artistico.
Il laboratorio di linguistica computazionale diretto dal professor Antonio Zampolli utilizzò l'elaborazione elettronica dei dati per compiere ricerche in diversi ambiti linguistici, ma soprattutto per compiere spogli lessicografici di dimensioni mai raggiunte in precedenza. In questo modo furono studiati ambiti linguistici diversi, dal vocabolario della Divina Commedia a quello dell'italiano contemporaneo (Lessico di frequenza della lingua italiana contemporanea), a quelli dei dialetti italiani (Atlante linguistico italiano).
Nel campo dell'informatica musicale il laboratorio diretto dal maestro Pietro Grossi elaborò programmi per far comporre e far eseguire brani musicali al calcolatore. L'elaboratore principale del CNUCE era l'IBM 7090, il più potente calcolatore elettronico di seconda generazione, ovvero a transistor, ma non ancora a circuiti integrati. Ad esso si aggiungevano con funzione accessoria anche due elaboratori IBM 1401 e successivamente un IBM 1800 e un 360/30.

### Gli anni settanta
Nel 1970 fu rinnovata la convenzione con l'IBM e fu impiantato un elaboratore più potente, ma soprattutto più flessibile, il 360/67, un calcolatore di terza generazione, ovvero basato su circuiti integrati. Grazie a memorie virtuali e time-sharing, esso poteva effettuare contemporaneamente le elaborazioni richieste dai diversi utenti, anziché eseguirle una dopo l'altra in sequenza.
Le dimensioni raggiunte dal centro resero necessaria nel 1973 la sua trasformazione in istituto del Consiglio Nazionale delle Ricerche.
Negli anni settanta si sviluppò anche l'interattività: gli istituti universitari potevano colloquiare direttamente con i calcolatori attraverso terminali dotati di telescrivente, anche se rimaneva sempre possibile la modalità tradizionale di consegna agli operatori del centro di schede perforate contenenti i programmi da eseguire. Nel frattempo erano stati istituiti alcuni altri centri di calcolo elettronico in altre università e perciò era sorta una prima rete informatica nazionale.
Nel 1973 l'ormai vecchio calcolatore 7090 era stato sostituito da un moderno 370/158.

### Internet

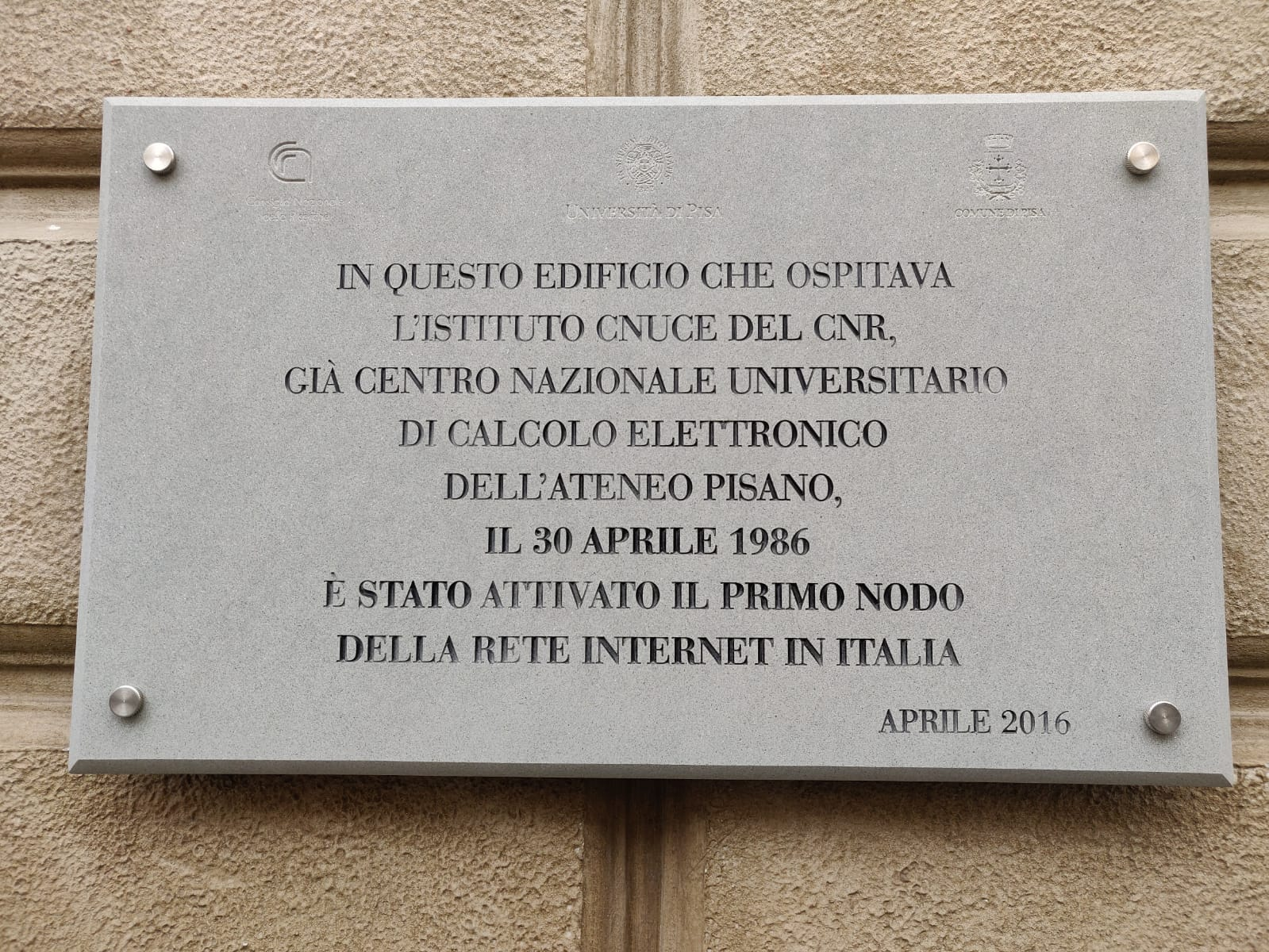
Targa commemorativa della prima connessione a Internet in Italia esposta davanti all'ingresso principale di Palazzo Venera

Lo CNUCE è ricordato soprattutto per esser stato il primo soggetto italiano (e il quarto europeo) a collegarsi in Internet, nel 1986. L'avvenimento non ebbe peraltro nessun rilievo sulla stampa e nemmeno negli ambienti scientifici.
Il CNUCE è stato anche il primo gestore del dominio di primo livello .it, dal 1987 al 1992, per delega dell'Internet Assigned Numbers Authority. Responsabile della delega era il direttore Stefano Trumpy.
Successivamente, le profonde trasformazioni nel mondo dell'informatica hanno modificato anche le funzioni del CNUCE, fino alla sua fusione nell'Istituto di scienza e tecnologie dell'informazione (ISTI), nel 2000.

## Direttori
- 1965-1973 Alessandro Faedo
- 1973-1979 Guido Torrigiani
- 1979-1983 Gianfranco Capriz
- 1983-1996 Stefano Trumpy
- 1996-2000 Luca Simoncini